# Climacoptera affinis
Climacoptera affinis là loài thực vật có hoa thuộc họ Dền. Loài này được (C.A.Mey. ex Schrenk) Botsch. mô tả khoa học đầu tiên năm 1956.